# Justino Victoriano
Justino Monteiro dos Santos Victoriano, detto Puna (Luanda, 19 febbraio 1974), è un ex cestista angolano.
È il fratello di Edmar e Ângelo Victoriano.

## Carriera
Con l'Angola ha disputato i Giochi olimpici di Atlanta 1996 e tre edizioni dei Campionati africani (1995, 1997, 1999).